# Лик Бесон
Лик Пол Морис Бесон (фр. Luc Paul Maurice Besson; Париз, 18. март 1959) француски је филмски редитељ, сценариста и продуцент.

## Филмографија
- Последња битка (Le Dernier Combat - 1983)
- Сабвеј (1985)
- Велико плаветнило (Le Grand bleu - 1988)
- Никита (1990)
- Атлантис (1991)
- Професионалац (1994)
- Пети елемент (The Fifth Element - 1997)
- Јована Орлеанка (The Messenger: The Story of Joan of Arc- 1999)
- Дистрикт 13 (2004)
- Анђео-А (2005)
- Артур и Минимоји (2006)
- Артур и Малтазарова освета (2009)
- Необичне авантуре Аделе Бланк-Сек (2010)
- Артур 3: Рат два света (2010)
- Малавита (2013)
- Луси (2014)
- Валеријан и царство хиљаду планета (2017)
- Ана (2019)